# Сьерра-Леоне на летних Олимпийских играх 1984
Сьерра-Леоне принимала участие в Летних Олимпийских играх 1984 года в Лос-Анджелесе (США) в третий раз за свою историю, но не завоевала ни одной медали. Сборную страны представляла 1 женщина.